# Sacro paesaggio himalayano
Il sacro paesaggio himalayano è un grande paesaggio transfrontaliero di 39021 km² nell'Himalaya orientale che comprende foreste temperate di latifoglie e conifere, prati alpini e praterie, che ospitano più di 80 mammiferi e più di 440 specie di uccelli. Si estende dal parco nazionale del Langtang, in Nepal, attraverso il Sikkim e il Darjeeling, in India, fino alla riserva naturale di Jigme Khesar nel Bhutan occidentale. Più del 73% di questo paesaggio si trova in Nepal, incluso il parco nazionale di Sagarmatha, il parco nazionale del Makalu-Barun e l’area di conservazione del Kanchenjunga. Circa il 24% si trova in India, che comprende i parchi nazionali di Khangchendzonga, Singalila e Neora Valley così come i parchi naturali di Fambong Lho, Maenam, Senchal, Mahananda, Shingba, il parco naturale di rododendri di Barsey e il parco naturale alpino di Kyongnosla.
Collega la riserva naturale nazionale di Qomolangma in Tibet, una delle più grandi aree protette dell'Asia, con il paesaggio del Kangchenjunga in India e il complesso di conservazione biologica del Bhutan (Bhutan Biological Conservation Complex).
I cambiamenti climatici minacciano la flora e la fauna di questa zona. La protezione transfrontaliera delle sue connessioni biologiche ed ecologiche è fondamentale per la sopravvivenza di specie come il leopardo delle nevi e il panda rosso, minacciati in tutto il mondo.

## Mezzi di sussistenza sostenibili per le persone
L'area si estende su nove milioni e mezzo di ettari e comprende cinque milioni di persone di diverse culture che parlano 40 lingue. La maggior parte di queste persone si trova in condizioni di estrema povertà e ha bisogno di mezzi di sussistenza sostenibili.
Il sacro paesaggio himalayano fa parte dell'iniziativa della World Wildlife Federation (WWF) che "attinge alle credenze spirituali e all'etica della conservazione delle comunità locali per ripristinare gli habitat essenziali e proteggere specie in pericolo come il leopardo delle nevi".
Il WWF ha collaborato con i tre governi di Nepal, India e Bhutan per preservare il fragile "complesso mosaico della biodiversità" e "raggiungere la conservazione creando al contempo mezzi di sussistenza sostenibili nel sacro paesaggio himalayano". Le montagne del sacro paesaggio himalayano contengono il futuro approvvigionamento idrico, sotto forma di ghiacciai, per l'enorme popolazione del subcontinente indiano, ma sono suscettibili a disastri naturali come frane, incendi boschivi e inondazioni improvvise causate da una cattiva gestione del territorio.
Il The Mountain Institute ha lavorato con gli agricoltori del sacro paesaggio himalayano insegnando loro a coltivare piante medicinali, formando oltre 16 000 persone dal 2001 ad oggi.